# Premio Musical Herbert von Karajan
El Premio Musical Herbert von Karajan, es un premio que otorga anualmente el  Festspielhaus Baden-Baden en honor del célebre director de orquesta austríaco Herbert von Karajan. El premio fue creado en 2002 y con una dotación económica de 50.000 Euros, que deben ser empleados por los ganadores en ayudar al desarrollo de la carrera de jóvenes músicos. La primera artista galardonada fue la violinista alemana Anne-Sophie Mutter, en 2003.

## Premiados
- 2003: Anne-Sophie Mutter
- 2004: Berlin Philharmonic
- 2005: Evgeny Kissin
- 2006: Valery Gergiev
- 2007: John Neumeier
- 2008: Alfred Brendel
- 2009: Thomas Quasthoff
- 2010: Daniel Barenboim
- 2011: Helmuth Rilling
- 2012: Cecilia Bartoli
- 2013: Edita Gruberova
- 2014: Wiener Philharmoniker
- 2015: Thomas Hengelbrock